# Mistr
Titul mistr v minulosti označoval vyšší nebo nejvyšší stupeň hodnosti v profesní kariéře, a to především majitele a vedoucího řemeslnické dílny. Základní součástí této funkce bylo vždy také pedagogické vedení učňů. V tomto významu se už ve středověku titul mistr rozšířil dále, jak u akademiků ve vzdělávacích institucích (univerzita), tak v řeholních komunitách (např. dominikán Mistr Eckhart nebo novicmistři v klášterech benediktinů) a zejména v rytířských řádech (mistři a velmistři např. Řádu německých rytířů). 
V současnosti titul znamená vedoucího řemeslnického kolektivu, vedoucího dalších, například uměleckých kolektivů (koncertní mistr), je sportovním titulem a má i další přenesené významy.

## Historie
Ve středověku a raném novověku byl mistr též majitelem řemeslnické dílny. Ve většině městských řemesel musel být organizován v cechu. K založení či převzetí řemeslnické dílny musel mistr složit mistrovské zkoušky a zaplatit příspěvek do cechovní poklady. Mistr byl též odpovědný za školení učňů.
Ve středověku bylo ovšem použití slova širší než dnes. Slovo mistr, latinsky magister bylo též označením vysokoškolského učitele (titul se psal před jméno, např. mistr Klaret, mistr Jan Hus nebo zkratkou M. Jan Hus, což byl rektor Karlovy univerzity). Dnes se používá pro vysokoškolský titul latinská podoba „magistr“.

## Současnost
Současné použití titulu je značně různorodé a dosti nepřehledné. V různých podobách přitom vychází z původního použití slova.

### Obecné užití slova
Obecně slovo mistr označuje jakéhokoliv člověka, jenž dosáhl mimořádné zručnosti či dokonalosti (nebo se k ní blíží) v nějakém oboru lidské činnosti respektive mistrovství ve svém oboru (a to zpravidla bez ohledu na jeho formální vzdělání, funkční zařazení či jeho společenské postavení). Ženskou variantou tohoto slova je buďto mistrová (obvykle v případě povolání či řemesla) nebo mistryně (nejčastěji v případě sportu či umění).

### Řemeslo, učňovské školství
Dnes tento titul označuje vedoucího řemeslnického kolektivu, vedoucího řemeslnické dílny nebo pedagoga v učňovském školství. Původní význam slova se v tomto případě v podstatě rozdvojil na dvě samostatné, i když podobné funkce.

### Svobodní zednáři
Od středověkých kameníků a stavitelů katedrál se odvozuje označení mistr v lóžích svobodných zednářů ve dvojím smyslu: a) jako třetí stupeň členství (po učni a tovaryšovi) a b) jako stoliční mistr nebo mistr lóže, což je jeden z mistrů zvolený na funkční období do čela lóže. Velký mistr stojí v čele vyššího útvaru sdružujícího lóže, který se označuje obvykle jako velká lóže nebo velký orient.

### Umění
V uměleckých kolektivech je slovo mistr používáno jako oficiálního titulu i jako zdvořilostního, čestného oslovení (v těchto případech se slovo zapisuje s velkým písmenem na začátku: „…děkuji Vám, Mistře“), které nemá oficiální podobu a charakter.
Součástí oficiálního titulu označujícího funkci je titul, taneční mistr, koncertní mistr (např. koncertní mistr České filharmonie), atp.
Jako zdvořilostního, čestného oslovení je dnes slovo mistr používáno k titulování herců a hudebníků atp. Ve výtvarném umění či v hudbě také běžné používáme sousloví umění starých mistrů. V tomto smyslu je slovo užíváno i jako součást označení významných anonymních umělců (Mistr vyšebrodského oltáře, Mistr třeboňského oltáře)

### Doprava
Souslovím lodní mistr (neboli loďmistr) označujeme starší funkci dnes již méně užívanou v námořní dopravě (např. na plachetnicích). Jednalo se o kvalifikovaného pracovníka zodpovídajícího za technický stav plavidla, dnes bychom asi takovouto funkci označovali jako vedoucího lodní údržby či hlavního údržbáře.
Obdobně v železniční dopravě traťmistr a vozmistr, v oblasti pozemních komunikací cestmistr.

### Divadlo
Souslovím jevištní mistr označujeme odpovědného vedoucího provozu divadelní techniky.

### Sport
Obecně je slovo užíváno jako synonymum slova šampion, tj. vítěz nějaké sportovní soutěže.

#### Soutěžní sportovní titul
- mistr světa
- mistr Evropy
- mistr republiky
- šachový velmistr či mistr

#### Název sportovní soutěže
- liga mistrů – např. soutěž mistrovských celků z jednotlivých zemí v kopané

#### Oficiální sportovní titul
- mistr sportu – nižší titul
- zasloužilý mistr sportu – vyšší titul

### Odvozená slova
- garážmistr
- hofmistr
- kolmistr
- loďmistr (lodní mistr – bocman)
- mincmistr
- novicmistr – učitel (vychovatel) noviců v mnišském klášteře
- poštmistr
- purkmistr
- rotmistr
- rytmistr
- sbormistr – umělecký vedoucí pěveckého sboru
- strojmistr – železniční zaměstnanec
- střelmistr – vedoucí trhacích prací v dolech, lomech apod.
- traťmistr – železniční zaměstnanec kontrolující a opravující železniční trať
- vicemistr – ve sportu druhý v pořadí
- zbrojmistr

### Lidová slovesnost
- mistr světa amoleta (lidové rčení mírně pejorativní povahy)
- majstrštyk (z německého das Meisterstück') – zlidovělé označení pro mistrovský kousek, mistrovské dílo
- majstrovat někoho – pejorativní označení osoby, která chce poučovat

### Příjmení
- Lumír Mistr (* 1969) – československý fotbalista